# Villa Ocampo, Mexiko
Villa Ocampo är en ort i Mexiko.   Den ligger i kommunen Ocampo och delstaten Durango, i den centrala delen av landet, 1 000 km nordväst om huvudstaden Mexico City. Villa Ocampo ligger 1 730 meter över havet och antalet invånare är 1 280.
Terrängen runt Villa Ocampo är platt västerut, men österut är den kuperad. Villa Ocampo ligger nere i en dal. Runt Villa Ocampo är det mycket glesbefolkat, med 2 invånare per kvadratkilometer. Villa Ocampo är det största samhället i trakten. Omgivningarna runt Villa Ocampo är i huvudsak ett öppet busklandskap.